# Kristi Terzian
Kristi Terzian, ameriška alpska smučarka, * 22. april 1967, Sanger, Kalifornija, ZDA.
Ni nastopila na olimpijskih igrah ali svetovnih prvenstvih. V svetovnem pokalu je tekmovala pet sezon med letoma 1989 in 1994 ter dosegla eno uvrstitev na stopničke v veleslalomu. V skupnem seštevku svetovnega pokala je bila najvišje na sedemnajstem mestu leta 1990, ko je bila tudi deseta v kombinacijskem seštevku.